# NGC 7485
NGC 7485 ist eine linsenförmige Galaxie vom Hubble-Typ S0 im Sternbild Pegasus am Nordsternhimmel. Sie ist schätzungsweise 265 Millionen Lichtjahre von der Milchstraße entfernt und hat einen Durchmesser von etwa 90.000 Lj.
Das Objekt wurde am 19. August 1828 von John Herschel entdeckt.